# Pomponio Trivulzio
Pomponio Trivulzio, in Frankreich Pomponne de Trivulce genannt (* in Mailand wohl um 1480; † 1536 oder später), war Gouverneur von Lyon und Humanist.

## Leben
Pomponio Trivulzio war ein Angehöriger der lombardischen Familie Trivulzio und ein Neffe von Teodoro Trivulzio (Théodore de Trivulce), dem Gouverneur von Lyon von 1526 bis 1532. Er war ein Sohn von Giovanni Trivulzio († 1508), Cosignore de Borgomanero, und Angiola Martinengo; sein Bruder war der Kardinal Agostino Trivulzio († 1548).
Pomponio Trivulzio war seit 1527 Lieutenant-général für Lyon und damit Stellvertreter seines Onkels, dem er 1532 als Gouverneur nachfolgte. Er hatte vermutlich einen militärischen Hintergrund, die ersten Jahre seiner Laufbahn sind jedoch nicht bekannt. Er kam im Gefolge seines Onkels nach Lyon und ließ sich hier nieder, wohnte in der Maison du Chevalier in der Rue Grenette (heute 2. Arrondissement, also auf der Halbinsel zwischen Rhône und Saône) und war vermutlich der Eigentümer dieses Gebäudes.
Als Lieutenant-général stellte er sich gegen  die Grande Rebeyne, einen Hungeraufstand vom 18. bis zum 27. April 1529 und wurde dabei am 25. April und kurz vor seiner Flucht fast getötet: „Er war gezwungen, das Kloster der Jakobiner zu erreichen, und sprang über Mauern dieses Klosters, überquerte mit einer Leiter der Rue Saint-Dominique, die sich im Bau befand, die Mauer der Coelestiner und überquerte dann die Saône in einem kleinen Boot und erreichte schließlich das Kloster Saint-Jean.“
Im September 1532 wurde er als Nachfolger seines Onkels zum Gouverneur von Lyon ernannt. Am 26. Mai 1533 empfing er Eleonore von Kastilien und König Franz I. in Lyon, die in den Krieg gegen Kaiser Karl V. in der Provence zogen.
Er beauftragte seinen Leutnant Jean du Peyrat eine Verordnung über Almosen und Wohltätigkeit für die Armen zu erlassen und die Bettler aus der Stadt vertreiben. Zusätzlich zu seiner militärischen Tätigkeit, bei der er die Arbeiten zur Befestigung der Stadt weiterführte und den Militärhafen organisierte, interessierte er sich sehr für Kunst und Wissenschaft in Lyon. Als Humanist soll er den Aufstieg der italienischen Renaissance in Frankreich erleichtert haben. Er arbeitet mit Symphorien Champier und Ortensio Lando zusammen, die ihm Werke widmeten, Eustorg de Beaulieu, der ihn als seinen Meister feierte, und ermöglicht den Druck von Werken, die an anderer Stelle verboten waren, wie Stephani Doleti orationes duæ in Tholosam von Étienne Dolet und Cymbalum mundi en françoys von Bonaventure des Périers.
Am 11. Oktober 1536 wurde das Amt des Gouverneurs von Lyon auf den späteren Erzbischof und Kardinal François de Tournon übertragen.